# Store Bælt
Het Store Bælt is een grote zeestraat in Nationaal park Noordoost-Groenland in het oosten van Groenland.

## Geografie
De inham is noord-zuid georiënteerd en heeft een lengte van meer dan 50 kilometer met een breedte van meer dan 25 kilometer. Het verbindt de Groenlandzee in het zuiden met de Dove Bugt in het noorden.
In het oosten ligt het eiland Store Koldewey en in het westen Koningin Margrethe II-land en Ad. S. Jensenland.
In het zuidwesten mondt het Besselfjord er in uit.
Meer dan 200 kilometer noordelijker ligt het Skærfjorden en naar het zuiden met meer dan 70 kilometer de Shannon Sund die verbinding geeft tot de Hochstetterbaai.